# المیس مرموشه
المیس مرموشة (به فرانسوی: Almis Marmoucha) یک منطقهٔ مسکونی در مراکش است که در فاس بولمان واقع شده‌است.

## خصوصیات
المیس مرموشة ۲٬۶۹۸ نفر جمعیت دارد.